# Dariusz Białkowski
Dariusz Białkowski (n. 16 iulie 1970, Białogard, Pomerania Occidentală, Polonia) este un canoist ce a reprezentat Polonia, medaliat olimpic. A participat la 3 ediții ale Jocurilor Olimpice (1992, 1996, 2000) în care a câștigat două medalii de bronz.